# Xã St. George, Quận Benton, Minnesota
Xã St. George (tiếng Anh: St. George Township) là một xã thuộc quận Benton, tiểu bang Minnesota, Hoa Kỳ. Năm 2010, dân số của xã này là 1.153 người.